# Onawa
Onawa è una città degli Stati Uniti d'America, situata nello Stato dell'Iowa, nella Contea di Monona, della quale è il capoluogo.